# How to Dismantle an Atomic Bomb
How To Dismantle An Atomic Bomb er et album af U2 fra 2004.

## Track listing
- Musik af U2, tekst af Bono og the Edge.

1. "Vertigo" – 3:13
2. "Miracle Drug" – 3:54
3. "Sometimes You Can't Make It on Your Own" – 5:05
4. "Love and Peace or Else" – 4:48
5. "City of Blinding Lights" – 5:46
6. "All Because of You" – 3:34
7. "A Man and a Woman" – 4:27
8. "Crumbs from Your Table" – 4:59
9. "One Step Closer" – 3:47
10. "Original of the Species" – 4:34
11. "Yahweh" – 4:22
  - "Fast Cars" – 3:44 – var et ekstra nummer på CD'en i Japan, Storbritannien, på deluxe udgaven i alle regioner og på den digitale version inkluderet på The Complete U2.